# Крус, Рохелия
Рохелия Крус Мартинес (исп. Rogelia Cruz Martínez; 31 августа 1941 — 11 января 1968) — гватемальская победительница конкурса красоты и политическая активистка левого толка. Выиграв конкурс «Мисс Гватемала» 1959 года, она присоединилась к Гватемальской партии труда (ГПТ) и завязала романтические отношения с её лидером Леонардо Кастильо Джонсоном. В конце концов, она была похищена и спустя неделю пыток и допросов с пристрастием убита за связь с партией.

## Биография

### От королевы красоты до городской партизанки
Крус родилась в семье среднего класса Мигеля Анхеля Круса Франко и Бланки Мартинес Флорес в городе Гватемале 31 августа 1941 года. Хотя она родилась в столице Гватемалы, ее семья была родом из Чикимулы. В 1955 году, вскоре после свержения военным переворотом демократически избранного правительства Хакобо Арбенса, оба родителя Крус Мартинес умерли в течение двух месяцев, и девочка с двумя её маленькими сёстрами-близнецами были отправлены в интернат Белен. Она посещала среднюю школу Instituto Normal Central para Señoritas Belén, специализирующуюся на подготовке будущих учительниц, а также уроки балета, и поступила в Университет Сан-Карлос-де-Гватемала (USAC) изучать архитектуру.
Во время учёбы в университете 19-летняя Крус выиграла конкурс «Мисс Гватемала» 1958 года (такие выборы «королев» были введены в стране режимом Хорхе Убико, и в 1955 году Гватемала присоединилась к международному конкурсу «Мисс Вселенная»). В следующем, 1959, году она участвовала в конкурсе «Мисс Вселенная» в Лонг-Бич, штат Калифорния, где уступила Акико Кодзиме из Японии. Она также сменила прежнюю подработку в банке на работу на телеканале.
Внешне Крус Мартинес продолжала вести образцовую жизнь, но это были также годы роста оппозиционных движений в университетах с основанием Объединённого фронта организованных студентов Гватемалы (FUEGO) и массовыми протестами 1962 года. После успеха на конкурсе красоты Крус благодаря своим университетским связям тайно присоединилась к Партизанскому фронту «Эдгара Ибарры», а в 1965 году её арестовали за хранение оружия на ферме её семьи.
Освободившись из тюрьмы спустя несколько месяцев, ей пришлось искать новый дом и новую работу. В следующем году бывшая королева красоты вступила в Патриотическую трудящуюся молодёжь (JPT, молодёжную организацию коммунистической Гватемальской партии труда) и завязала романтические отношения с лидером ГПТ Леонардо Кастильо Джонсоном. Стала координатором городской сети Повстанческих вооружённых сил (Fuerzas Armadas Rebeldes, FAR), боевого крыла леворадикальных групп страны. В 1966 году партизанский отряд FAR попытался похитить её дядю, что закончилось гибелью дяди и его сына. Тем не менее, Крус продолжила сотрудничество с партизанами.

### Похищение, убийство и его последствия
В декабре 1967 года Крус формально была арестована за нарушение правил дорожного движения, но была освобождена после угроз со стороны ГПТ и Повстанческих вооружённых сил судье, ведущему её дело. Однако вскоре после освобождения она была похищена, а затем 11 января 1968 года её тело было найдено обнажённым, со следами пыток и сексуального насилия (вскрытие показало, что она была беременна), у подножия моста недалеко от Эскуинтлы. Считается, что причиной её убийства могли стать её отношения с Кастильо Джонсоном, а исполнителями были ультраправые боевики из «Белой руки».
Убийство Крус прогремело по всему миру. В отместку за её убийство ГПТ организовала серию вооружённых акций и нападение на американских военнослужащих в столице страны, в результате чего были убиты американский генерал Джон Уэббер и капитан Эрнесто Мунро, ответственный за формирование и подготовку ультраправых парамилитарес. В ответ гватемальские военные окружили и убили Кастильо Джонсона, хотя тот сопротивлялся до конца, даже когда у него кончились патроны.